# Hellfest

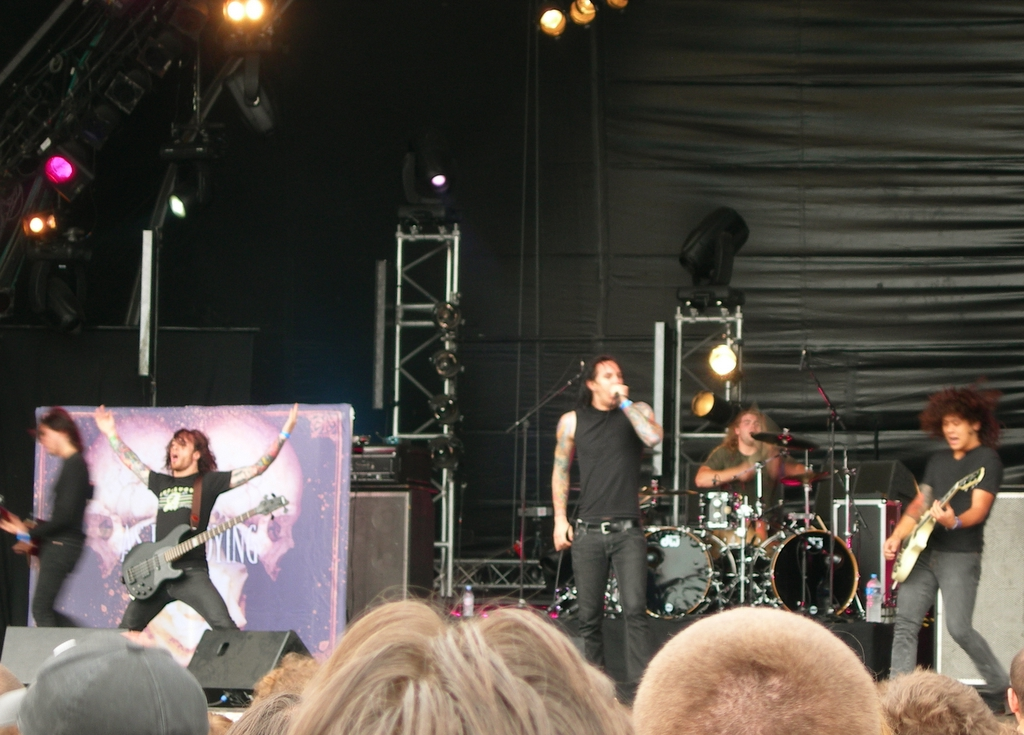
As I Lay Dying, în 2006

Hellfest este un festival muzical anual, care are loc în Clisson, Franța, la mijlocul lunii iunie. Festivalul are loc în cadrul complexului sportiv din Val de Moine din Clisson, la aproximativ 35 km sud-est de orașul Nantes, și aproximativ la 400 km sud-vest de Paris. Considerat un "festival de muzică extremă", programul său prezintă o varietate de muzică heavy metal, hard rock, punk și hardcore. În diferite ediții la festival au participat artiști celebri precum Motörhead, Slayer, Dream Theater, Mötley Crüe, Marilyn Manson, Manowar, Alice Cooper, Judas Priest, Guns N' Roses și Def Leppard.

## Istoric
Prima asociație a fost creată în anul 2000 la Clisson ca "CLS CREW", pentru a organiza concerte de hardcore și punk în regiunea Nantes. Succesul acestor concerte a făcut posibilă lansarea primului festival în iunie 2002, numit Fury Fest. A adunat 400 de persoane pentru a participa la Frontul Agnostic din Clisson la complexul sportiv din Val-de-Moine.
Festivalul a continuat în următorii ani. A atras 7.000 de persoane pentru a participa la concerte ale Sick of It All și Youth of Today în 2003. Formatul a fost schimbat la două zile. Deoarece în Clisson nu era disponibilă nicio sală, Sala Trocarilor (Rezé) a găzduit cea de-a doua ediție. Organizarea festivalului s-a schimbat: asociația "MAN.IN.FEST" a fost creată pentru a-și asuma responsabilitatea organizației. În 2003, festivalul a atins profitul de 30.000 de euro, permițându-i lui Benjamin Barbaud, unul dintre fondatori, să devină angajat al structurii. În 2004, festivalul sa mutat la Le Mans și a avut loc în sălile circuitului 24 Hours, unde a atras 21.000 de spectatori pentru trupe precum Slipknot și Soulfly.
După un deficit în 2004, festivalul din 2005 a moștenit datorii, astfel încât echipa organizatoare a decis să acorde drepturile festivalului altor promotori pentru a se concentra pe organizare. De data aceasta, 30.000 de admiteri au fost înregistrate la Le Mans timp de trei zile, în timp ce fanii au venit să vadă prezentări precum Slayer, Motörhead și Anthrax, în trei etape. Dar problemele financiare s-au înrăutățit, mai ales cu dispariția promotorilor cu încasări de 600.000 de euro. Aceste pierderi au marcat sfârșitul festivalului, cel puțin temporar.

Pictures from 2017 edition
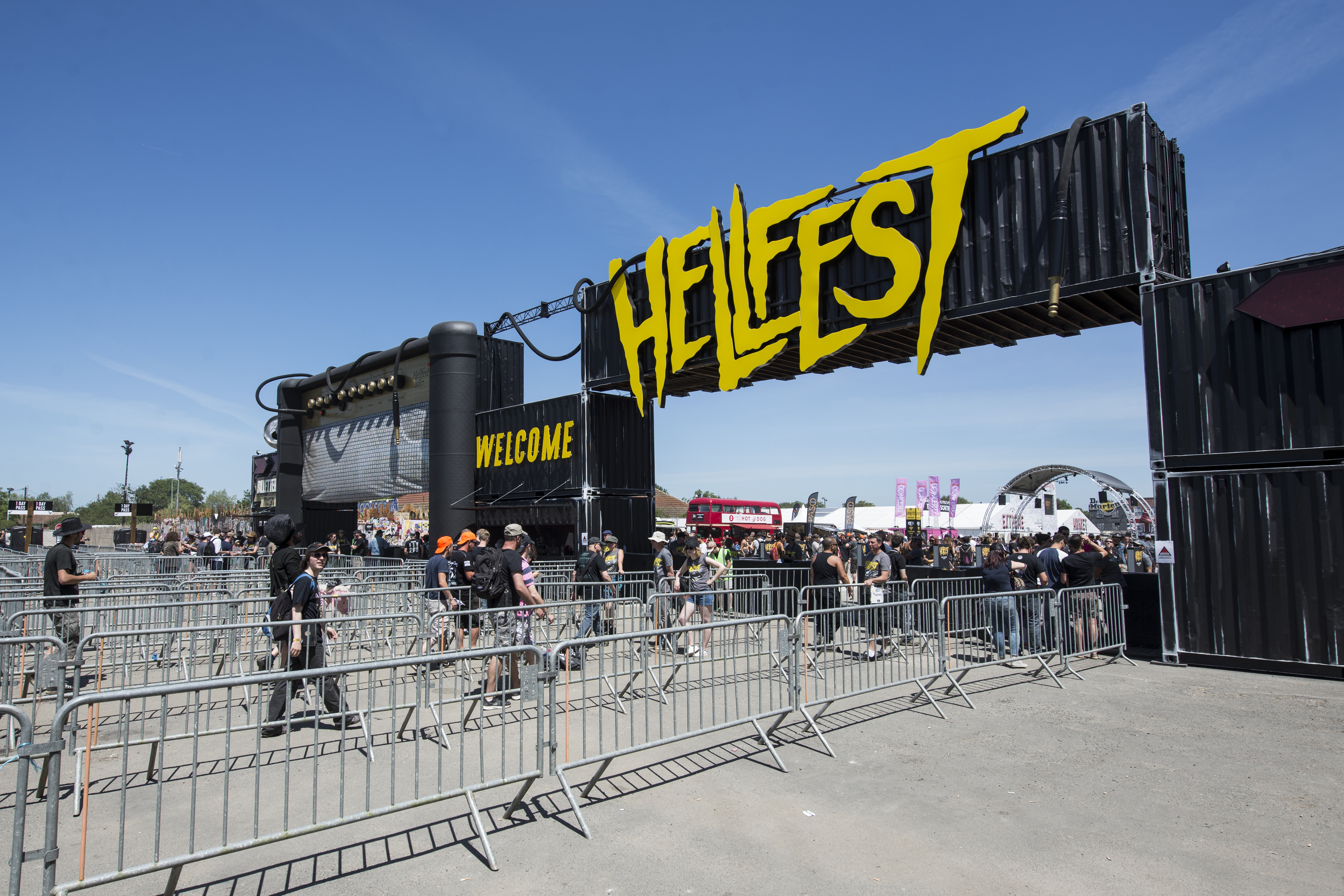
Prima poartă de intrare.
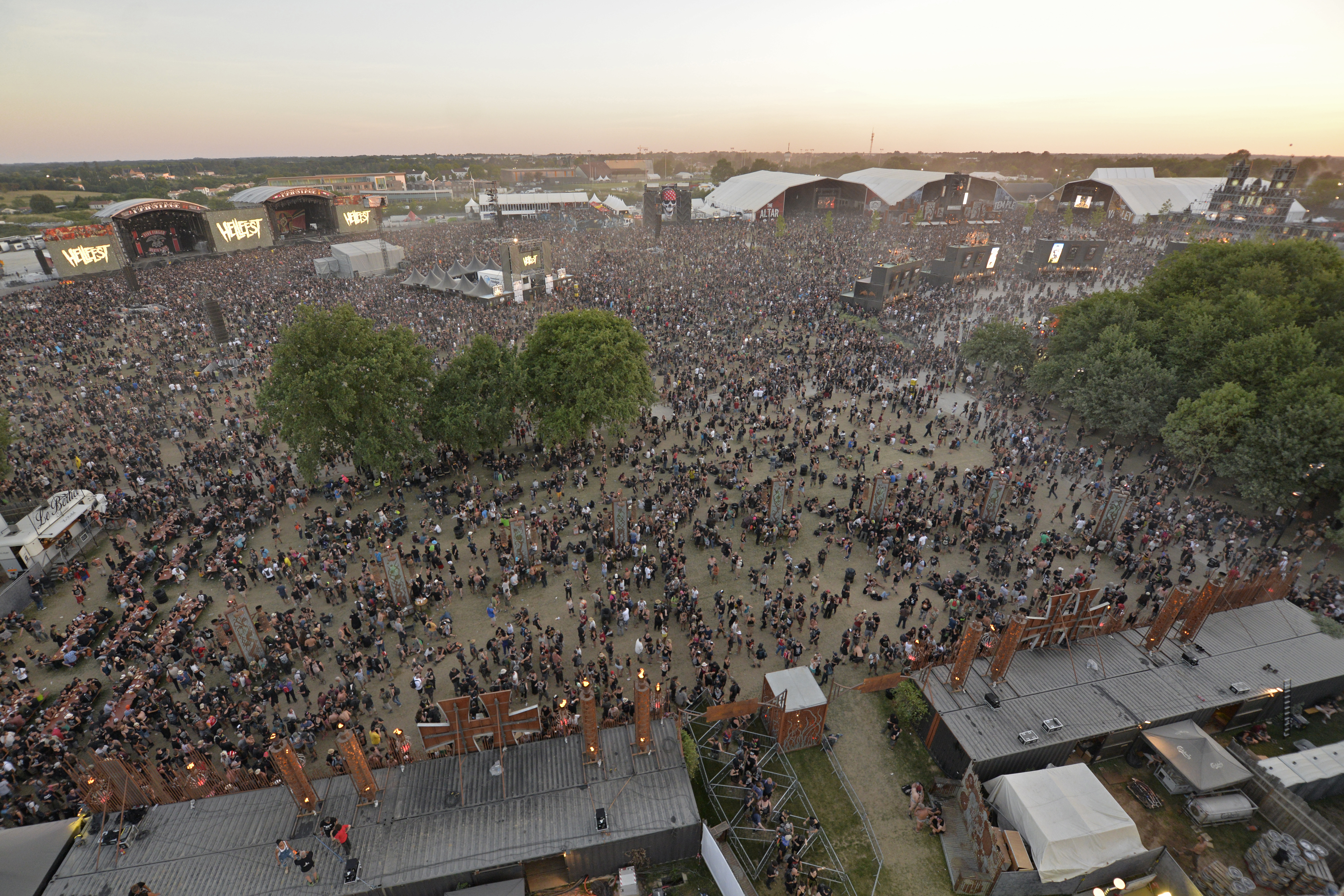
Prezentare generală.
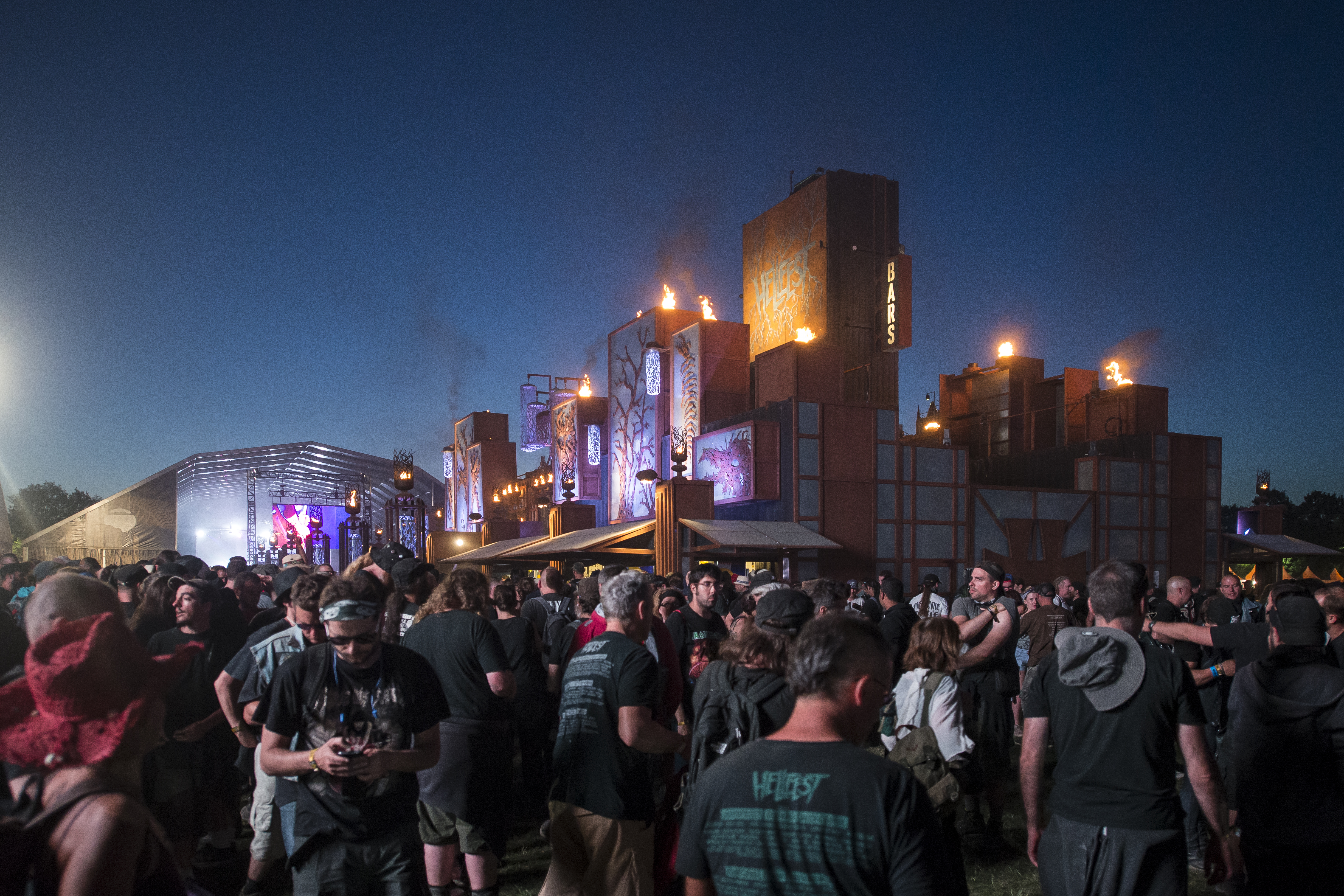
Noaptea.
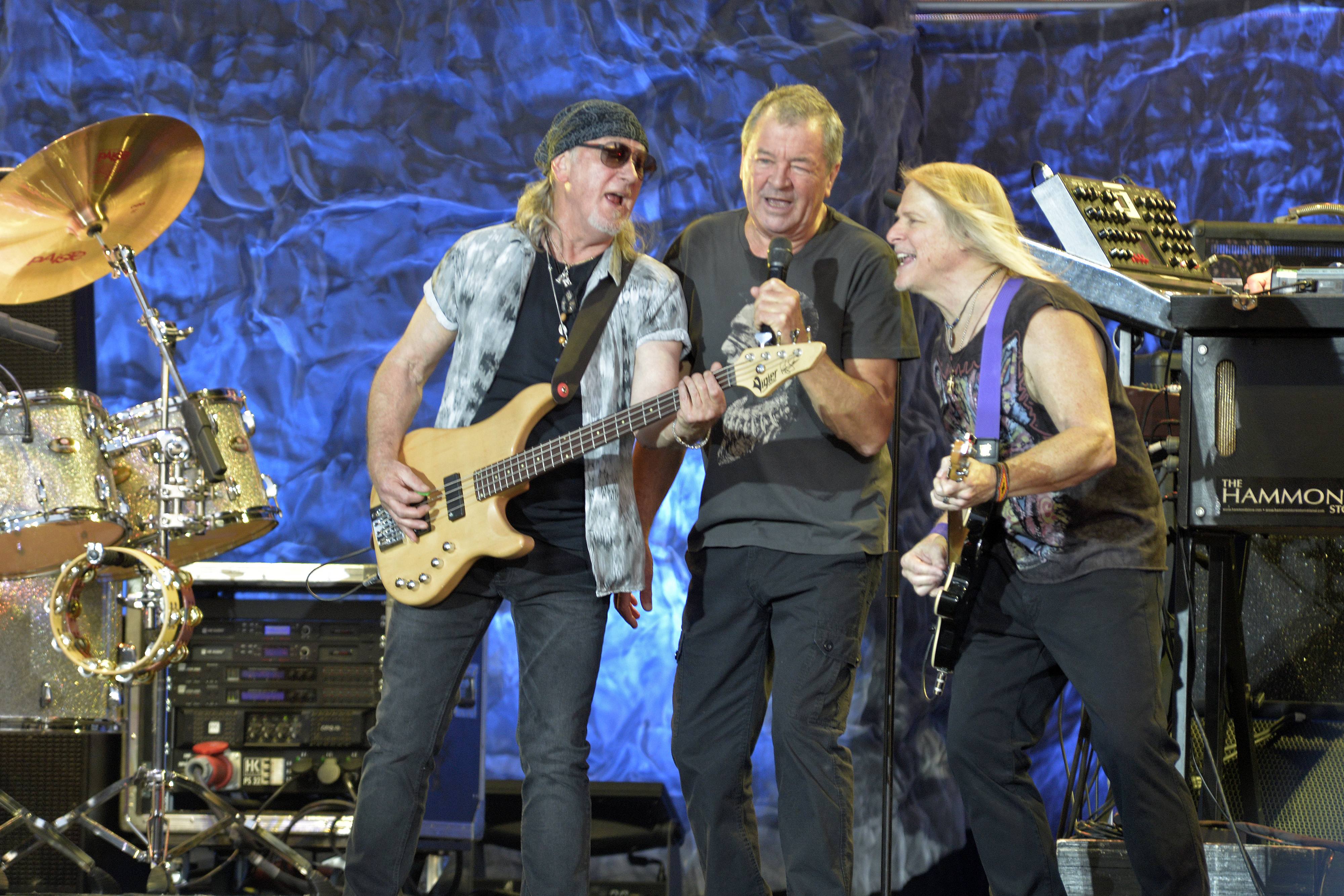
Show-ul Deep Purple.
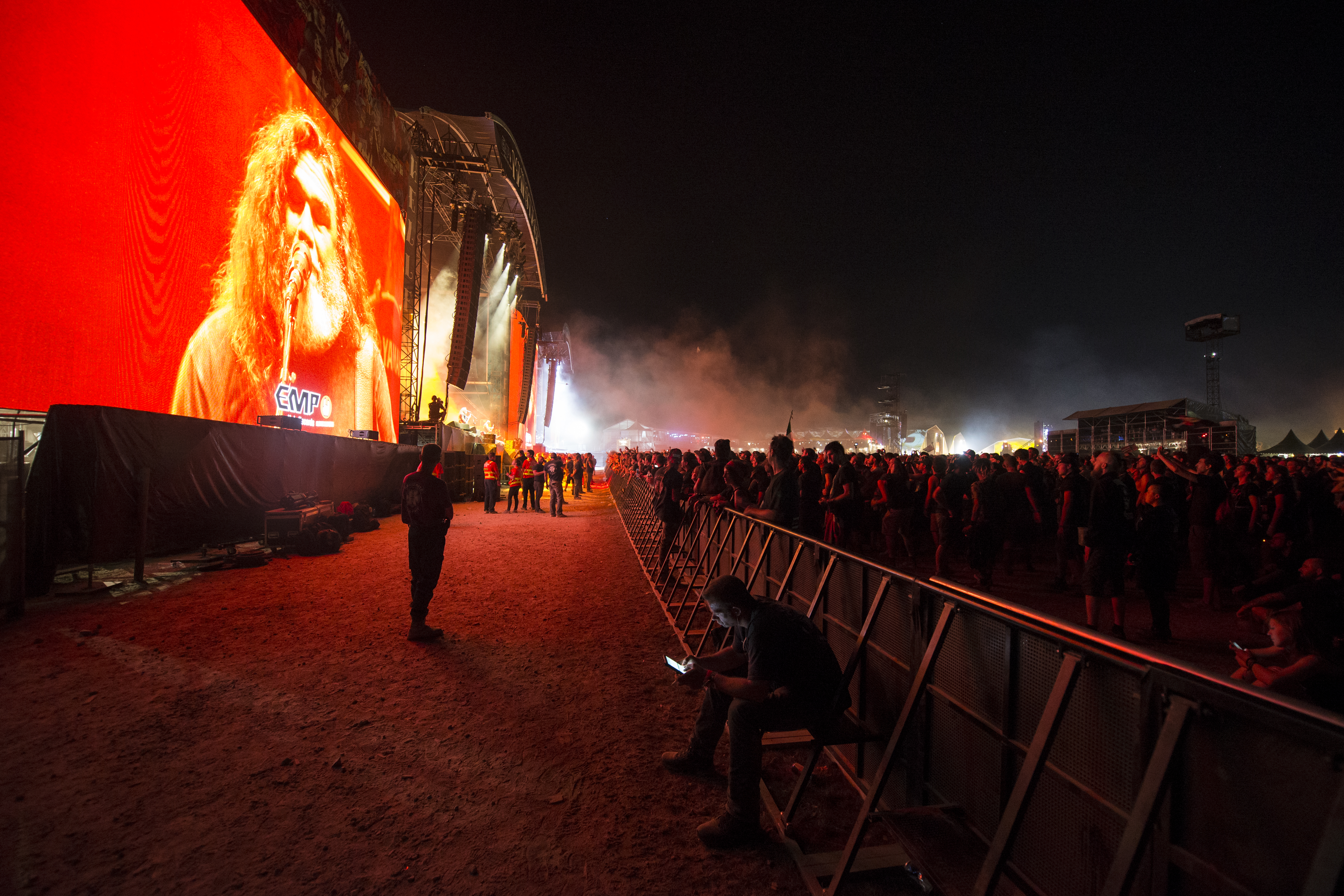
Show-ulSlayer.

## Prezentare generală

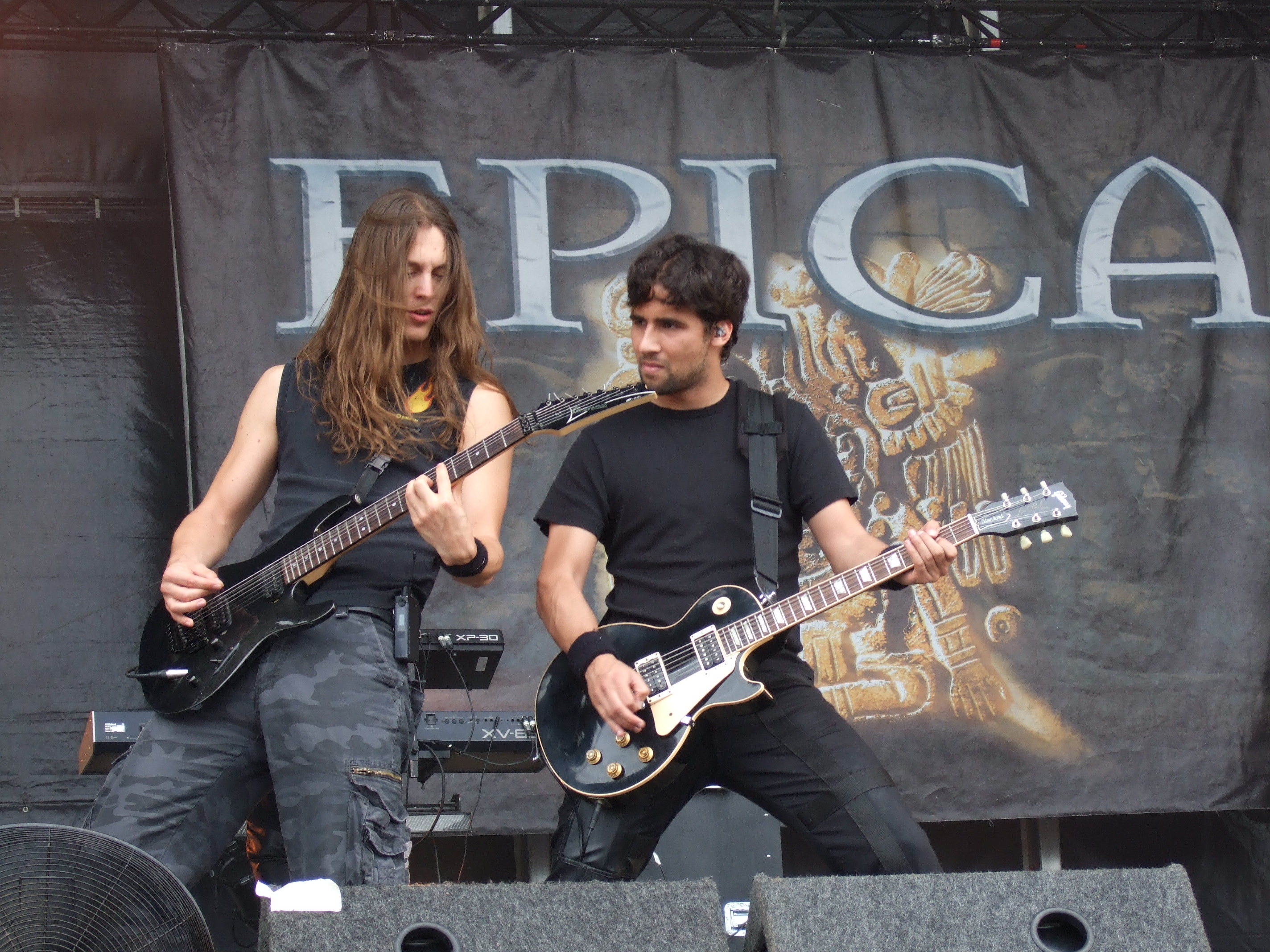
Epica, Mainstage, 2007

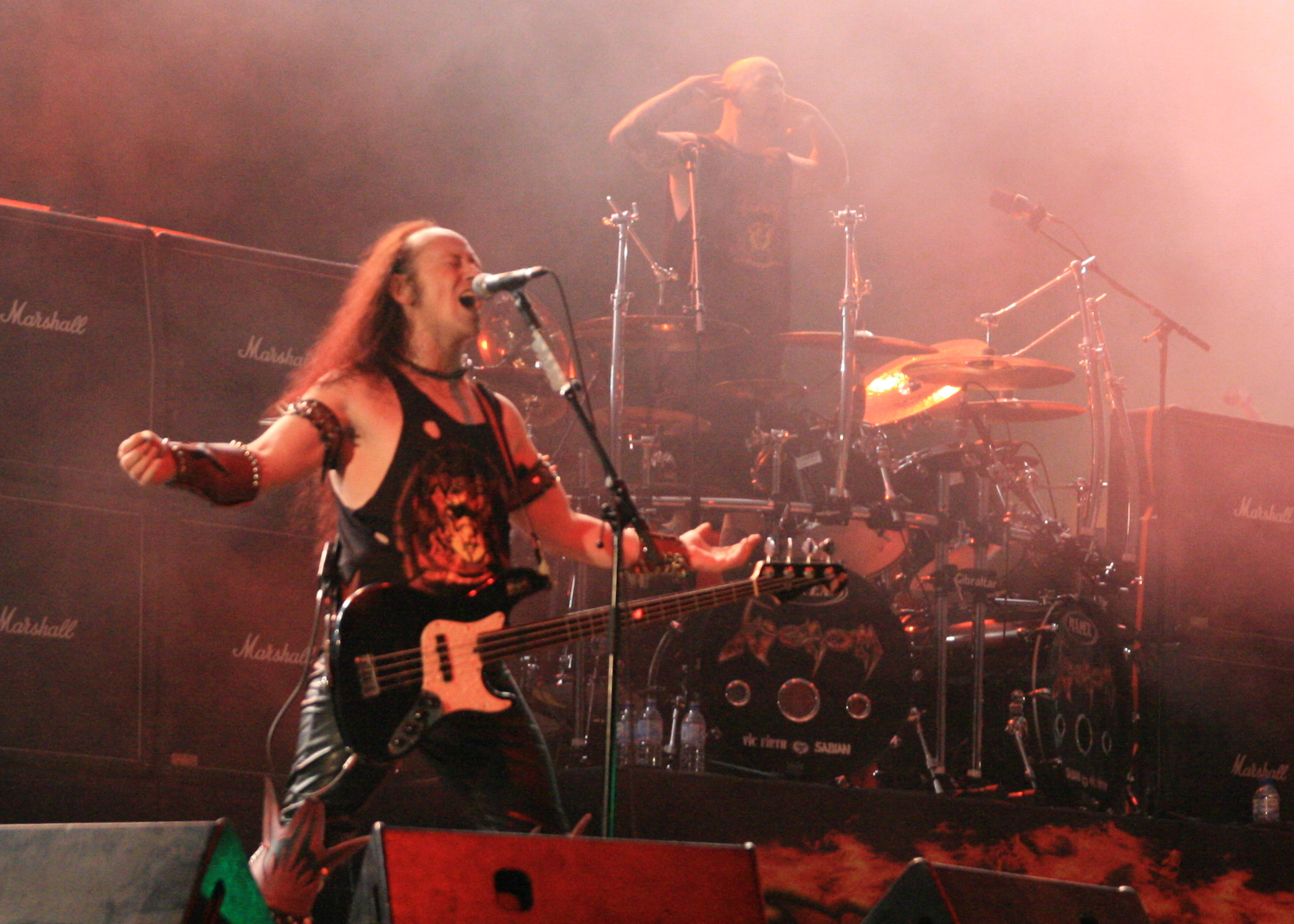
Venom, Mainstage, 2008

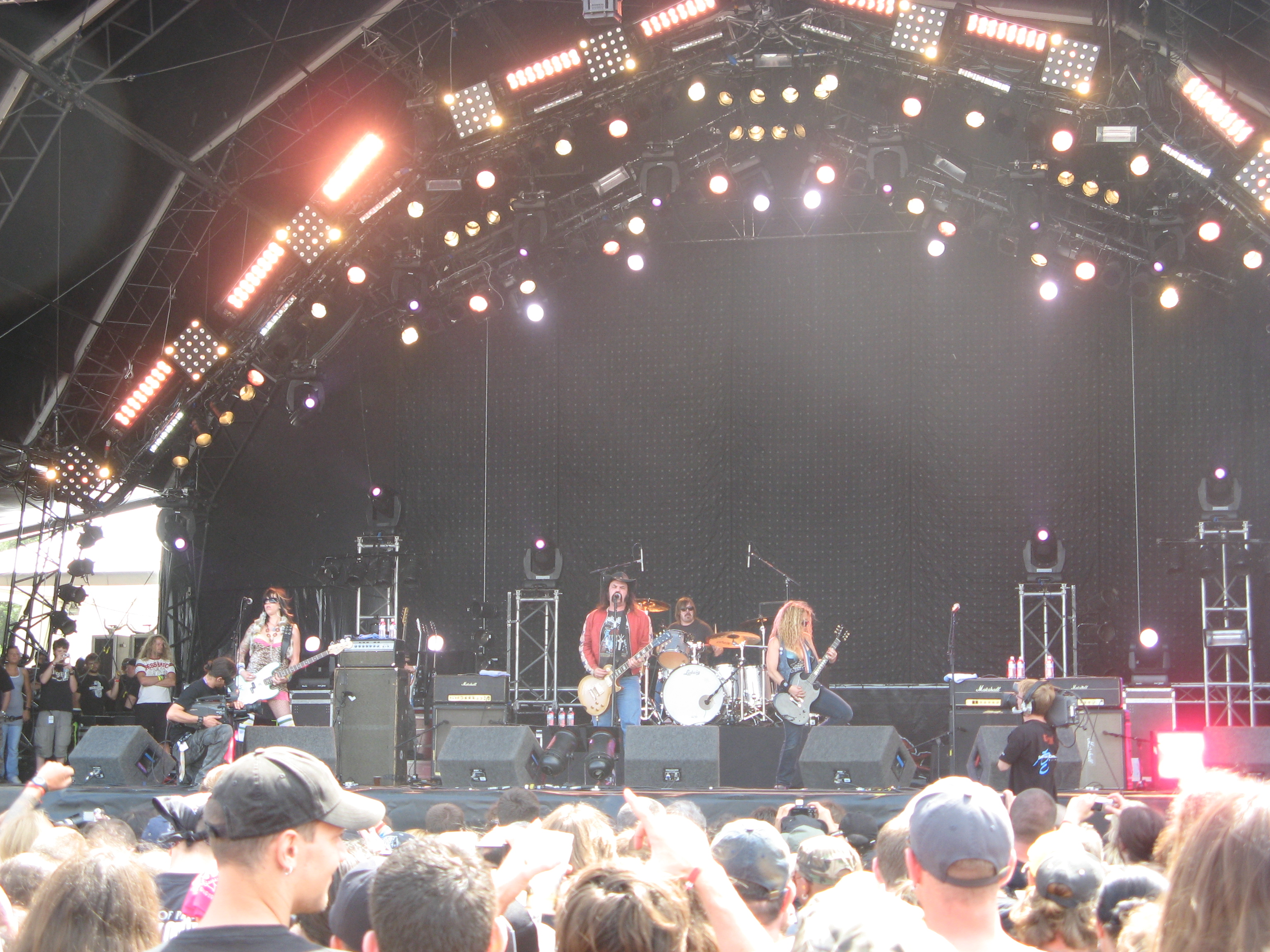
Nashville Pussy, Maintage 01, în 2009

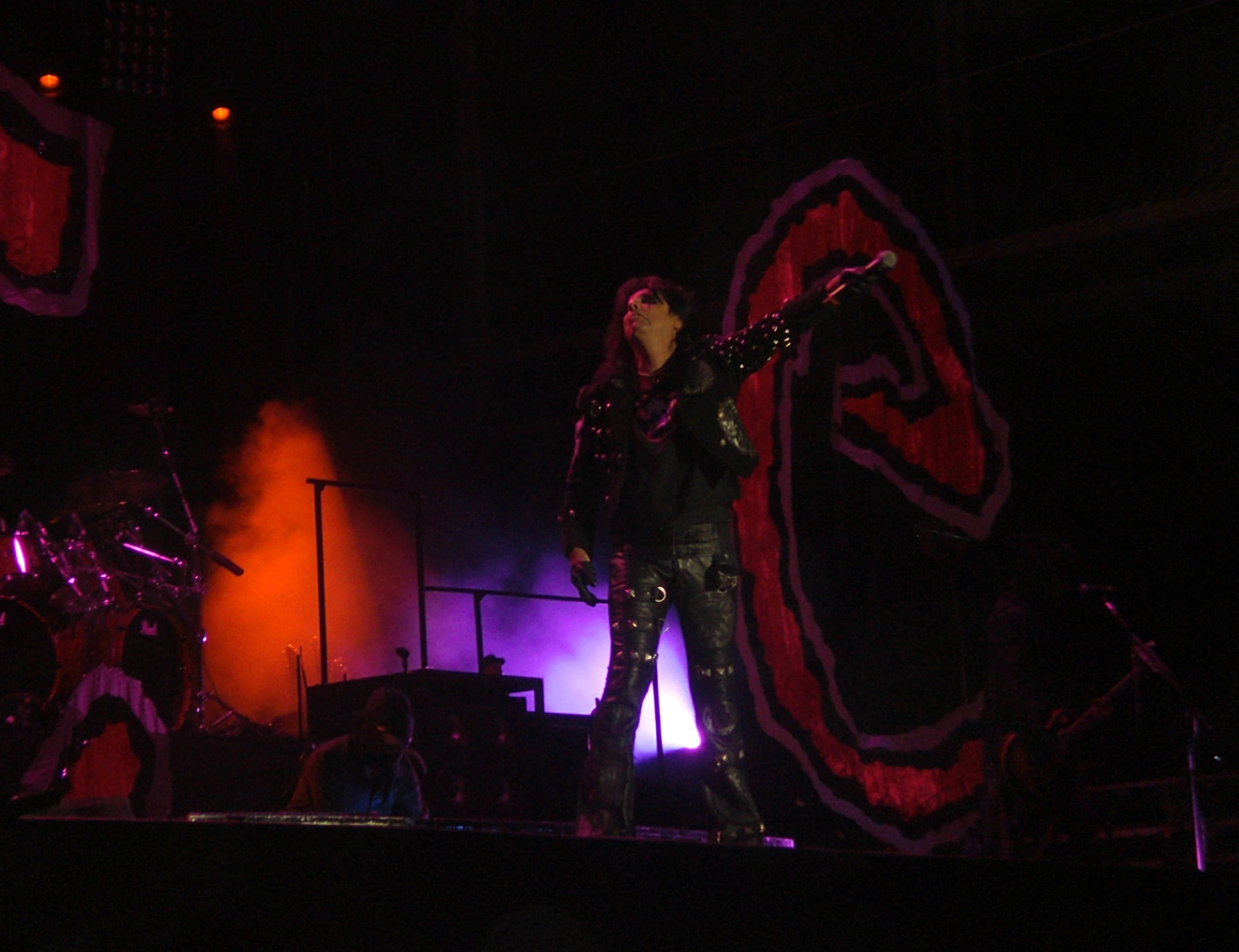
Alice Cooper, Mainstage 01, 2010.

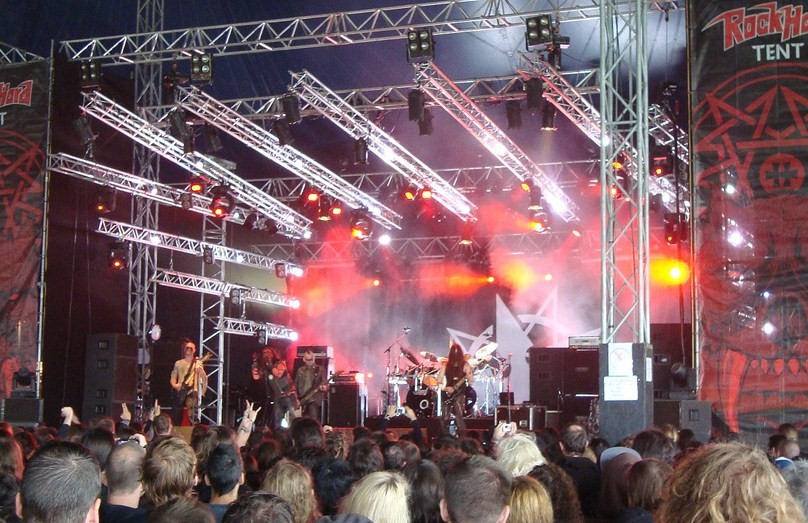
Dødheimsgard, Rock Hard Tent, 2011.

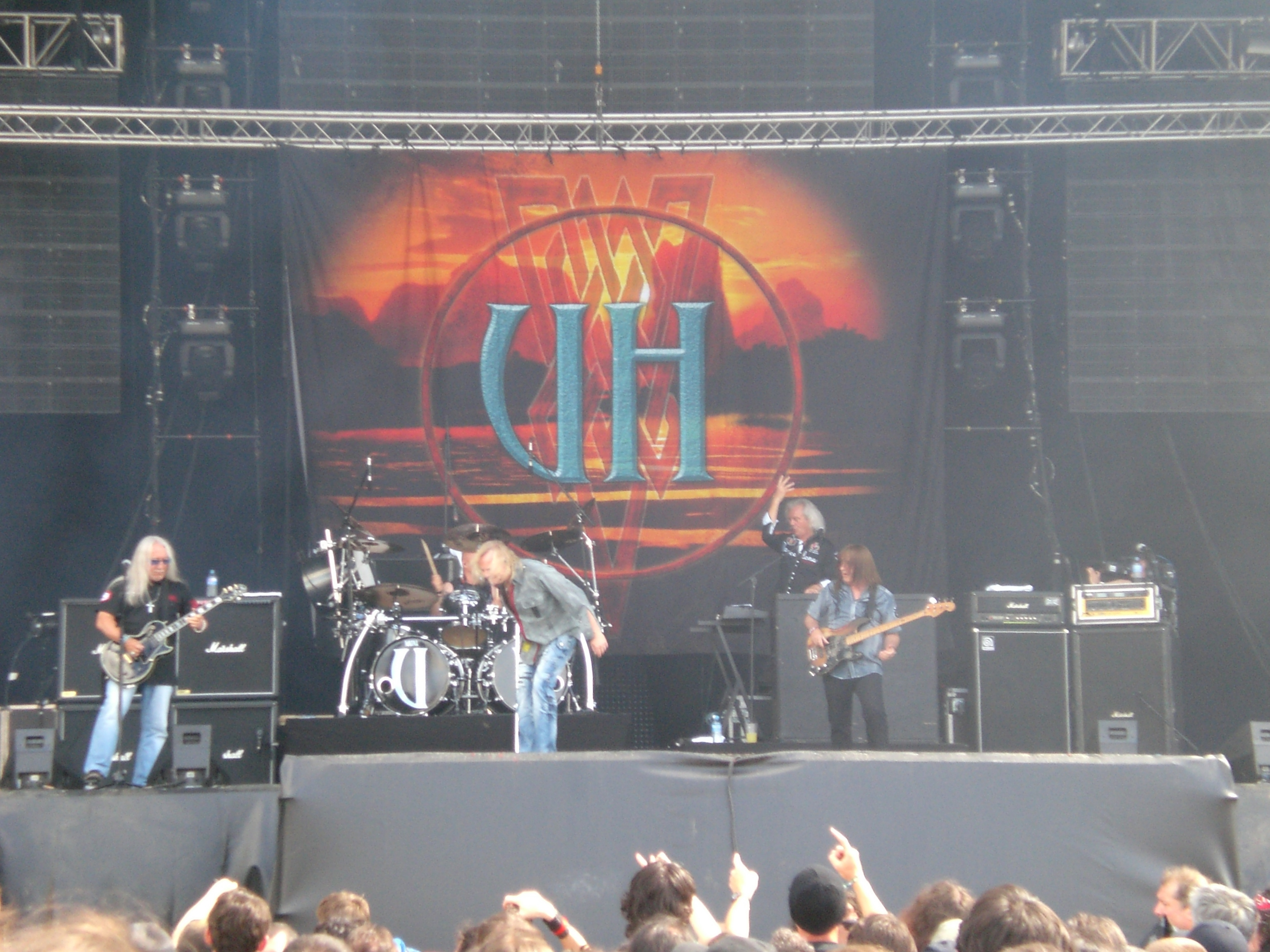
Uriah Heep, Mainstage 01, 2012.

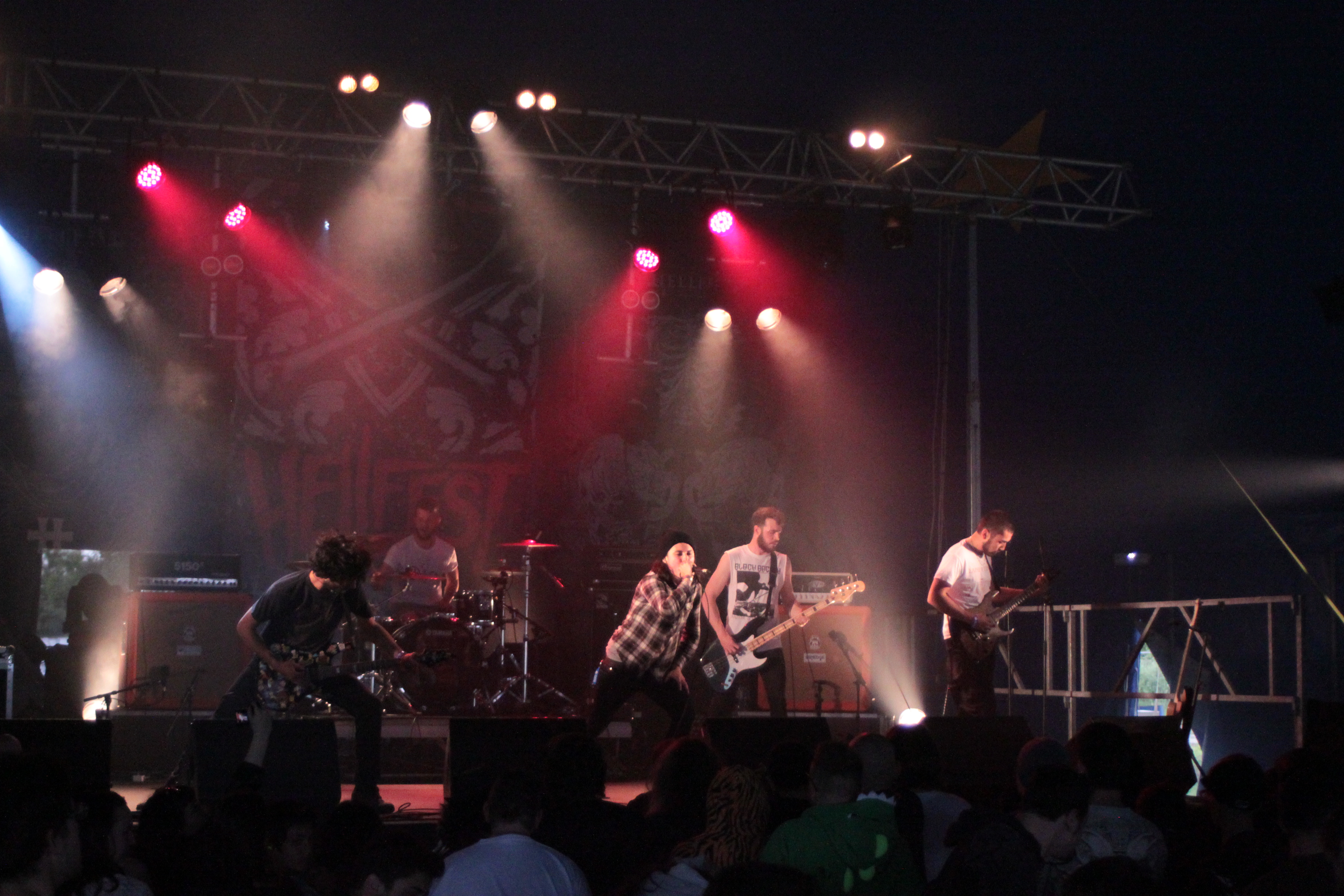
Ellips3, Metal Corner, 2013.

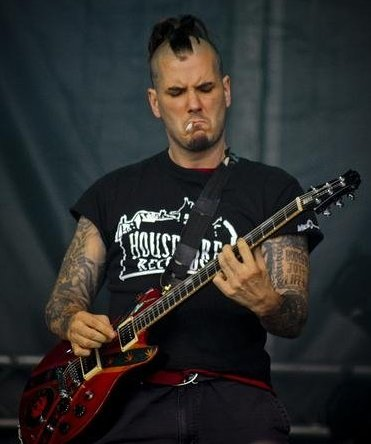
Phil Anselmo la Hellfest 2009

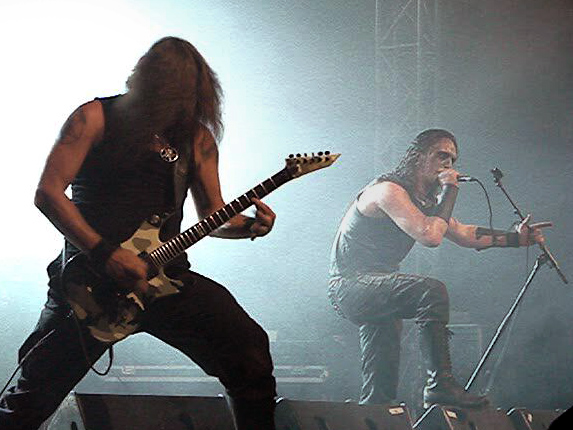
Marduk la Hellfest 2010

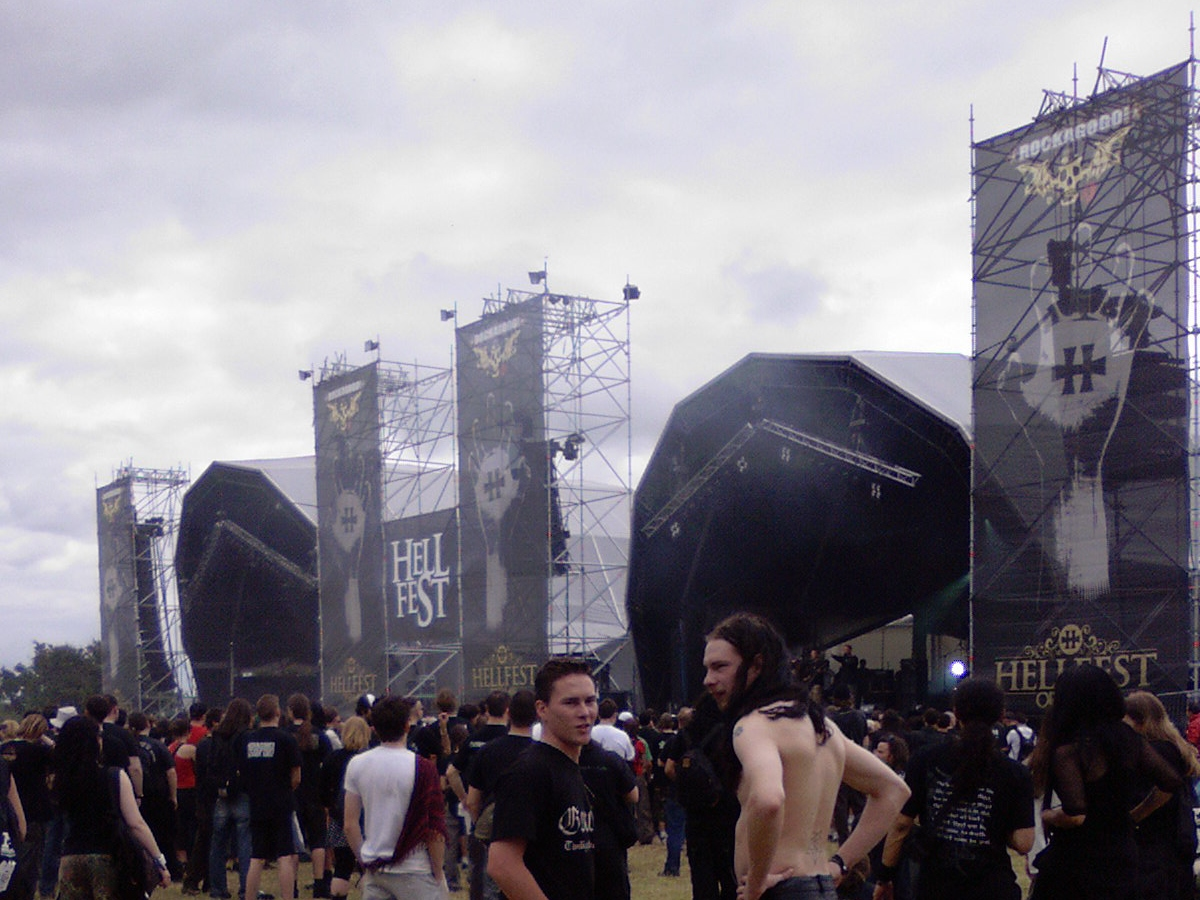
Spectatori la ediția din 2008

Festivalul este succesorul Fury Fest, care s-a ținut în 2002 și 2003 în Clisson și Nantes respectiv, și în 2004 și 2005 în Le Mans.
În iunie 2009, grupări religioase și contra viziunilor de dreapta, au cerut sponsorilor să se dezică de Hellfest. Coca-Cola a anunțat câteva zile mai târziu că nu va mai sponsoriza festivalul.
În martie 2010, cu două zile înainte de alegerile locale, Prim-ministrul François Fillon și liderul MPF Philippe de Villiers au venit să-l susțină pe Christophe Béchu, candidatul UMP pentru alegerile regionale în Pays de la Loire. În fața a 1.500 de oameni Mr. De Villiers a reiterat sprijinul său pentru candidat și a atacat festivalul heavy metal Hellfest: "Valorile noastre nu sunt ca cele ale Consiliului Regional (PS); să finanțăm un festival satanic!". În aceeași lună, fostul ministru și lider la Parti chrétien-démocrate Christine Boutin a spus că Kronenbourg i-a cerut lui să înceteze susținerea festivalului.
Pe 9 iunie 2010, Associations Familiales Catholiques a dat în judecată Hellfest, cerând să nu permită persoanelor sub 18 ani să participe la festival și să le ofere titlurile pieselor ce urmau a fi interpretate în cadrul ediției din 2010. Pe 14 iunie judecătorul a respins cererea lor.

## Ediții

### Hellfest 2006
| 23-25 iunie | | |
| Vineri | Sâmbătă | Duminică |
| Akercocke Alice in Chains Apocalyptica Avenged Sevenfold Bloodsimple Cephalic Carnage Dagoba Darkest Hour Dead To Fall Endstand Happyface Ignite Locus Opeth Orphaned Land Rise and Fall Sonny Red Soulfly Stone Sour Textures The Haunted The Outburst Trepalium With Onor | Agnostic Front Arch Enemy As I Lay Dying The Black Dahlia Murder Boysetsfire Capricorns Cortez Cradle of Filth Damnation Ad Danko Jones DevilDriver Drowning Gadjet Helloween Most Precious Blood Motörhead Murdum Nightmare Raised Fist Ringworm Satyricon Saxon Taint Trivium | 36 Crazyfists Allegiance Amenra Born from Pain Carnival in Coal Celtic Frost Dead Kennedys Demented Are Go! Entombed Gbh Go It Alone Gojira Guns Up Hatesphere Hellmotel Knuckledust Knut Leeway Madball Mad Sin Nile Obituary Panic Prostitute Disfigurement Sna-Fu Zyklon |

### Hellfest 2007
| Vineri 22 iunie                                                                          | |                                  |
| Main Stage                                                                               | Gibson Stage                                                                                               | Discover Stage                   |
| Korn Slayer Machine Head Hatebreed Mastodon Chimaira Lamb of God Bloodsimple Dew-Scented | Cannibal Corpse Mayhem Brutal Truth Earth Crisis Unearth Misery Index Secrets of the Moon Lyzanxia Mumakil | Coldworker Hacride Ufych Sormeer |

| Sâmbătă 23 iunie                                                                                            |                                                                                             |                         |
| Main Stage                                                                                                  | Gibson Stage                                                                                | Discover Stage          |
| Type O Negative Immortal Children of Bodom Pain of Salvation Amon Amarth Brujeria Epica Vader After Forever | Therion Moonspell Napalm Death Cynic Walls of Jericho Kickback Korpiklaani The Arrs Defdump | Sworn Enemy Salem Fubar |

| Duminică 24 iunie                                                                                |                                                                                      |                          |
| Main Stage                                                                                       | Gibson Stage                                                                         | Discover Stage           |
| Emperor Dream Theater Megadeth Within Temptation Kreator Atheist Dark Tranquillity 1349 Heavenly | Neurosis Blind Guardian Edguy Converge Behemoth Aborted Scarve Ephel Duath Manigance | Orthodox Klone Animosity |

### Hellfest 2008
| Vineri 20 iunie                                                                             |                                                                       | |
| Main Stage                                                                                  | Gibson Stage                                                          | Discover Stage |
| Venom In Flames Dimmu Borgir Sick of It All Paradise Lost Danko Jones Eluveitie Ultra Vomit | Carcass Testament Katatonia Mayhem Madball Death Angel Born from Pain | Bleeding Through Throwdown Marduk Krisiun Baroness Kruger Rotting Christ Evile Job for a Cowboy Septic Flesh Alchemist Ava Inferi Raintime Concours Rock Hard |

| Sâmbătă 21 iunie                                                                                                |                                                                             | |
| Main Stage | Gibson Stage                                                                | Discover Stage |
| Cavalera Conspiracy Helloween Apocalyptica Porcupine Tree Iced Earth Sonata Arctica Airbourne The Old Dead Tree | Ministry Gamma Ray Candlemass Anathema Satyricon Sodom Legion of the Damned | Belphegor Impaled Nazarene Punish Yourself Watain Shining Anaal Nathrakh Treponem Pal Haemorrhage Today Is the Day Nightmare Disfear Benighted Black Tide Blazing War Machine |

| Duminică 22 iunie                                                      | | |
| Main Stage                                                             | Gibson Stage                                                                                          | Discover Stage |
| Slayer Motörhead NOFX Opeth Meshuggah Rose Tattoo Soilwork Misanthrope | Morbid Angel At the Gates My Dying Bride Obituary The Dillinger Escape Plan Forbidden Municipal Waste | Envy Cult of Luna Comeback Kid Shai Hulud Dying Fetus Necrophagist Rotten Sound The Ocean Collective Primordial Origin Ghost Brigade Year of No Light Between the Buried and Me |

### Hellfest 2009
| Vineri 19 iunie                                                                                          |                                                                                         |                                                                                      | |
| Main Stage 01                                                                                            | Main Stage 02                                                                           | RockHard Tent                                                                        | Terrorizer Tent                                                                                      |
| Mötley Crüe Heaven & Hell Down Papa Roach Buckcherry Backyard Babies Nashville Pussy Girlschool Squealer | Saint Vitus Anthrax W.A.S.P. Voivod Pentagram Eyehategod God Forbid Karma To Burn Gokan | God Seed Repulsion Entombed Samael Misery Index Destroyer 666 Taake Melechesh Orakle | Parkway Drive Jarboe Pig Destroyer Kylesa Torche Soilent Green Blockheads August Burns Red Watertank |

| Sâmbătă 20 iunie                                                                                |                                                                                          |                                                                                            | |
| Main Stage 01                                                                                   | Main Stage 02                                                                            | RockHard Tent                                                                              | Terrorizer Tent                                                                                        |
| Marilyn Manson Machine Head Gojira Soulfly Cradle of Filth DevilDriver Koritni Dagoba Gama Bomb | Killing Joke Misfits Amebix Clutch Heaven Shall Burn Pain Mad Sin Outlaw Order Trepalium | Sacred Reich Enslaved Immolation Moonsorrow Aura Noir Skinless Vader Grand Magus Offending | Cro-Mags Vision of Disorder Kickback Betrayed The Business Terror All Shall Perish Backfire Providence |

| Duminică 21 iunie                                                                       | | | |
| Main Stage 01                                                                           | Main Stage 02 | RockHard Tent                                                                                      | Terrorizer Tent |
| Manowar Dream Theater Europe Queensrÿche Epica Dragonforce Holyhell Satan Jokers Adagio | Hatebreed Suicidal Tendencies Mastodon Stratovarius Destruction Pain of Salvation Volbeat ADX Black Stone Cherry | Amon Amarth Moonspell Cathedral Napalm Death Pestilence Kataklysm Keep of Kalessin Aborted Hacride | Brutal Truth Electric Wizard Coalesce The Black Dahlia Murder Orange Goblin Ufomammut Wolves in the Throne Room Despised Icon Whitechapel |

### Hellfest 2010
| Vineri 18 iunie                                                                      | |                                                                           | |
| Main Stage 01                                                                        | Main Stage 02                                                                                          | RockHard Tent                                                             | Terrorizer Tent |
| Fear Factory Sepultura Infectious Grooves Deftones KMFDM Mass Hysteria Evile Tamtrum | Biohazard Arch Enemy Sick of It All Hypocrisy Finntroll Walls of Jericho Crowbar Swallow the Sun Gorod | Marduk Ulver Watain Loudblast Ihsahn Kampfar Necrophagist Urgehal Otargos | The Devil's Blood Godflesh The Young Gods Nachtmystium Monkey 3 Between the Buried and Me Secrets of the Moon Ghost Brigade Negură Bunget Sigh Magrudergring Carnifex The Faceless |

| Sâmbătă 19 iunie                                                          |                                                                                 | | |
| Main Stage 01                                                             | Main Stage 02                                                                   | RockHard Tent                                                                                                   | Terrorizer Tent |
| Alice Cooper Twisted Sister Slash Airbourne Ratt Y&T Delain Electric Mary | Carcass Immortal Annihilator Nevermore Overkill Anvil Tankard Raven Dew Scented | Fields of the Nephilim My Dying Bride Watain Candlemass Dark Funeral Atheist Asphyx Count Raven Obscura Kalisia | Jello Biafra and the Guantanamo School of Medicine Agnostic Front 7 Seconds As I Lay Dying Unearth Earth Crisis Sworn Enemy Skarhead Discipline Born from Pain Architects Wisdom in Chains Knuckledust |

| Duminică 20 iunie                                                        |                                                                                     |                                                                                     | |
| Main Stage 01                                                            | Main Stage 02                                                                       | RockHard Tent                                                                       | Terrorizer Tent |
| KISS Motörhead Stone Sour Saxon U.D.O. Primal Fear Freak Kitchen Vulcain | Slayer Exodus Devin Townsend Project Behemoth Ensiferum Eluveitie Sabaton Blaspheme | Bloodbath Nile Suffocation Katatonia Dying Fetus Decapitated Ex Deo General Surgery | Garcia plays Kyuss The Dillinger Escape Plan Doom Brant Bjork and the Boss Mondo Generator Yawning Man Rwake Weedeater Black Cobra Saviours 16 Solace Omega Massif |

### Hellfest 2011
| Vineri 17 iunie                                                                             | |                                                                                               | |
| Main Stage 01                                                                               | Main Stage 02                                                                                               | RockHard Tent                                                                                 | Terrorizer Tent |
| Iggy & The Stooges Rob Zombie Down The Cult Disturbed Alter Bridge Architects Valient Thorr | In Flames Morbid Angel Meshuggah The Exploited Maximum the Hormone Dagoba The Dwarves Suicide Silence Klone | Mayhem Gorguts Belphegor Vader Unleashed Krisiun Dødheimsgard Malevolent Creation Svart Crown | Monster Magnet Melvins Clutch Corrosion of Conformity The Young Gods Karma To Burn Eyehategod Masters of Reality Church of Misery Kruger In Solitude My Sleeping Karma Hangman's Chair |

| Sâmbătă 18 iunie                                                                      |                                                                                              | | |
| Main Stage 01                                                                         | Main Stage 02                                                                                | RockHard Tent | Terrorizer Tent |
| Scorpions Black Label Society UFO Hammerfall Angel Witch Black Rain Crucified Barbara | Coroner Kreator Sodom Destruction Municipal Waste The Haunted Mekong Delta Whiplash Lyzanxia | Bolt Thrower Triptykon 1349 Septic Flesh Skyforger Exhumed Hail of Bullets Skeletonwitch Total Fucking Destruction | Bad Brains Converge Terror Comeback Kid D.R.I. Times of Grace US Bombs Skarhead Shai Hulud Raw Power Your Demise Deez Nuts Nasty Arma Gathas |

| Duminică 19 iunie                                                                                          |                                                                                     |                                                                                            | |
| Main Stage 01                                                                                              | Main Stage 02                                                                       | RockHard Tent                                                                              | Terrorizer Tent |
| Ozzy Osbourne Judas Priest Mr. Big Cavalera Conspiracy Duff McKagan's Loaded Static X Doro Firewind S.U.P. | Opeth Therion Anathema Pain of Salvation Orphaned Land Atheist Turisas Audrey Horne | Cradle of Filth Dark Tranquillity Kickback Morgoth Grave Tsjuder Anal Cunt Arkona Impureza | Kyuss Lives! Hawkwind Goatsnake Electric Wizard Grand Magus The Black Dahlia Murder Buzzov-en Knut Red Fang The Gates of Slumber Ancestors Morne |

### Hellfest 2012
| Vineri 15 iunie                                                                           | |                                                                                        |                                                                                        | |                                                                                             |
| Main Stage 01                                                                             | Main Stage 02 | The Altar                                                                              | The Temple                                                                             | The Valley                                                                                            | The Warzone                                                                                 |
| Megadeth Lynyrd Skynyrd Gotthard Unisonic Molly Hatchet Lizzy Borden Bukowski Alpha Tiger | King Diamond Dropkick Murphys Turbonegro Heaven Shall Burn The Bronx Street Dogs Black Bomb A Hamlet Betraying The Martyrs | Obituary Cannibal Corpse Brujeria Nasum Gorod Unexpect Benediction Benighted Trepalium | Amon Amarth Satyricon Moonsorrow Taake Darkspace Endstille Sólstafir Belenos Merrimack | Tragedy From Ashes Rise Integrity GBH Discharge Victims Vitamin X Extinction of Mankind Strong As Ten | Hank III Colour Haze Orange Goblin The Atomic Bitchwax Brain Police Thou Doomriders Celeste |

| Sâmbătă 16 iunie                                                                                               |                                                                                           |                                                                                              |                                                                                                   | |                                                                                 |
| Main Stage 01                                                                                                  | Main Stage 02                                                                             | The Altar                                                                                    | The Temple                                                                                        | The Valley                                                                                                   | The Warzone                                                                     |
| Guns N’ Roses Within Temptation Sebastian Bach Uriah Heep Steel Panther Crashdïet Kobra and the Lotus Koritini | Machine Head Edguy Exodus Sacred Reich Death Angel Channel Zero Gama Bomb Suicidal Angels | Entombed Napalm Death Aborted Vomitory Necrophagia Avulsed Haemorrhage Rompeprop Jesus Cröst | Behemoth Enslaved In Extremo Shining Djerv Ascension Necros Christos Oranssi Pazuzu Glorior Belli | Refused Darkest Hour Unearth Dog Eat Dog Cancer Bats October File Emmure As They Burn The Rodeo Idiot Engine | The Devil's Blood Saint Vitus Yob Unsane Ufomammut Big Business Amenra ASG Dyse |

| Duminică 17 iunie                                                                                      | | | | |                                                                                               |
| Main Stage 01                                                                                          | Main Stage 02 | The Altar | The Temple                                                                                                 | The Valley | The Warzone                                                                                   |
| Ozzy & Friends Mötley Crüe Blue Öyster Cult Hatebreed Black Label Society D-A-D Girlschool Vanderbuyst | Lamb of God Slash Trivium DevilDriver Walls of Jericho August Burns Red All Shall Perish Do or Die L’Esprit Du Clan | Children of Bodom Suffocation Lock Up Brutal Truth Insomnium Dying Fetus Blood Red Throne Hour of Penance Sublime Cadaveric Decomposition | Dimmu Borgir Arcturus Ihsahn Vulture Industries Anaal Nathrakh Forgotten Tomb Liturgy Winterfylleth Aosoth | Biohazard Madball The Spudmonsters Evergreen Terrace H2o Stick To Your Guns Backfire! All For Nothing Lasting Values | Sunn O))) The Obsessed Pentagram Rival Sons Acid King Monkey 3 Alcest Year of No Light Abysse |

### Hellfest 2013
| Vineri 21 iunie                                                                                      |                                                                                   | |                                                                                               |                                                                                             | |
| Main Stage 01                                                                                        | Main Stage 02                                                                     | The Altar | The Temple                                                                                    | The Valley                                                                                  | The Warzone                                                                                             |
| Def Leppard Whitesnake Twisted Sister Europe Saxon Hardcore Superstar Black Spiders Kissin' Dynamite | Avantasia Helloween Kreator Testament Hellyeah Heathen Vektor SSS Dr. Living Dead | Six Feet Under At the Gates Ceremonial Oath Asphyx Between the Buried and Me Evoken Hooded Menace Misanthrope Captain Cleanoff | God Seed] Carpathian Forest Primordial Absu Aura Noir Týr Hate Stille Volk The Great Old Ones | Neurosis Sleep Black Pyramid Pallbearer Black Breath Blak Cobra Bison BC Eagle Twin 7 Weeks | Sick of It All Anti Flag Agnostic Front Terror Deez Nuts Negative Approach Bane Berri Txarrak Vera Cruz |

| Sâmbătă 22 iunie                                                       | | |                                                                                                   | |                                                                                        |
| Main Stage 01                                                          | Main Stage 02 | The Altar | The Temple                                                                                        | The Valley | The Warzone                                                                            |
| Kiss ZZ Top Accept Down 3 Doors Down Krokus Audrey Horne Attentat Rock | Korn Bullet For My Valentine Papa Roach A Day To Remember Parkway Drive Coal Chamber P.O.D Asking Alexandria Skindred | Morbid Angel Candlemass My Dying Bride Amorphis Sinister The Old Dead Tree Monstrosity Dead Congregation T.A.N.K. start | Immortal Finntroll Belphegor Rotting Christ Kampfar Equilibrium Koldbrann The Secret Hell Militia | Cult of Luna Manilla Road Red Fang Karma To Burn Witchcraft Uncle Acid & the Deadbeats Procession Surtr Regarde Les Hommes Tomber | Bad Religion NOFX Converge Unearth Gallows Bury Your Dead The Casualties Retox Justine |

| Duminică 23 iunie                                                                |                                                                                        | |                                                                                          | | |
| Main Stage 01                                                                    | Main Stage 02                                                                          | The Altar                                                                                           | The Temple                                                                               | The Valley                                                                                                 | The Warzone |
| Volbeat Stone Sour Gojira Newsted Danko Jones Mustasch Heaven's Basement Waltari | Danzig Lordi Symphony X Voivod Mass Hysteria Riverside Prong The Ghost Inside The Arrs | Napalm Death Hypocrisy Moonspell Wintersun Misery Index Pig Destroyer Cryptopsy Krisiun Haemorrhage | Cradle of Filth Marduk Dark Funeral Kickback Ihsahn Seth Inquisition Svart Crown Leprous | Swans Ghost B.C. Clutch The Sword Spiritual Beggars Graveyard My Sleeping Karma Truckfighters Eryn Non Dae | Atari Teenage Riot Punish Yourself The Toy Dolls Buzzcocks Cockney Rejects Senser Le Bal Des Enragés Treponem Pal The Decline |

### Hellfest 2014
| Vineri 20 iunie                                                                | | |                                                                                       |                                                                                                   | |
| Main Stage 01                                                                  | Main Stage 02                                                                                             | The Altar                                                                                               | The Temple                                                                            | The Valley                                                                                        | The Warzone                                                                                                   |
| Iron Maiden Rob Zombie Queensrÿche Sabaton Therapy? Satan Crossfaith Nightmare | Slayer Trivium Sepultura Death Angel M.O.D. Toxic Holocaust Fueled by Fire Doyle Airence Angelus Apatrida | Death: DTA Kataklysm Septicflesh Hail of Bullets Nocturnus AD Lowrider Blockheads Kronos Weekend Nachos | Watain Enslaved Turisas Impaled Nazarene Deströyer 666 Gehenna Impiety TBA Necroblood | Electric Wizard Godflesh Kylesa Kadavar Royal Thunder Downfall of Gaia Caspian Conan Mars Red Sky | Walls of Jericho TBA Pro-Pain Downset Slapshot Defeater Stick To Your Guns Brutality Will Prevail First Blood |

| Sâmbătă 21 iunie                                                                  | | |                                                                               | |                                                                                              |
| Main Stage 01                                                                     | Main Stage 02 | The Altar                                                                                                 | The Temple                                                                    | The Valley | The Warzone                                                                                  |
| Aerosmith Deep Purple Status Quo Extreme Skid Row Buckcherry Lez Zeppelin Killers | Avenged Sevenfold Soulfly Hatebreed Dagoba We Came as Romans Protest the Hero Miss May I Of Mice & Men Darkness Dynamite | Carcass Nile Brutal Truth Gorguts The Church of Pungent Stench Incantation Supuration Benighted Mercyless | Gorgoroth Eluveitie Tsjuder Shining Mgla Skyclad Trollfest Temple of Baal TBA | Monster Magnet Clutch Philip H. Anselmo & The Illegals Acid King Witch Mountain Subrosa Saviours Herder H A R K | Millencollin TBA Comeback Kid 7 Seconds Bl'ast! Misconduct Burning Heads AYS Stinky Bollocks |

| Duminică 22 iunie                                                                    | | | | | |
| Main Stage 01                                                                        | Main Stage 02                                                                                       | The Altar                                                                                                  | The Temple | The Valley                                                                                               | The Warzone                                                                                             |
| Black Sabbath Soundgarden Megadeth Alter Bridge Seether Crowbar Lofofora Blues Pills | Emperor Iced Earth Behemoth Annihilator Angra Powerwolf In Solitude Scorpion Child Year of the Goat | Opeth Paradise Lost Soilwork The Black Dahlia Murder Unleashed Repulsion Ulcerate Obliteration Carnal Lust | 1349 Vreid / Windir Sognametal Sólstafir Equilibrium Urfaust Dorededuh The Ruins of Beverast Aluk Todolo Azziard | Unida Spirit Caravan Dozer House of Broken Promises Black Tusk Lowriders Zodiac Satan's Satyrs Watertank | Turbonegro Flogging Molly Misfits Mad Sin The Last Resort The Bones Tagada Jones Crushing Caspars Cobra |